# Praça de Toiros da Nazaré
A Praça de Toiros da Nazaré é uma praça de toiros situada na Nazaré, em Portugal. Foi inaugurada em 1897 e encontra-se localizada no Sítio da Nazaré.

## História
A Nazaré tem uma longa tradição tauromáquica que remonta pelo menos ao século XVIII. A realização de corridas de toiros esteve associada aos festejos em honra de Nossa Senhora da Nazaré, dos quais eram um dos pontos mais altos. A vila da Nazaré não possuía então uma praça de alvenaria nem em madeira, pelo em cada ano eram construídas arenas temporárias em madeira, improvisadas no local das Festas, no Terreiro, perto do Santuário.
A Praça actual teve o início da sua construção em 1891, depois de um violento incêndio ter destruído a anterior. A pedido da Real Casa de Nossa Senhora da Nazaré, o Ministério das Obras Públicas encomendou ao arquitecto Francisco da Silva Castro o projecto da actual Praça. A nova Praça foi inaugurada em 1897.

## Descrição
De estilo neo-árabe, dispõe de dois pisos, o primeiro com uma planta poligonal e o segundo piso de planta circular. A Praça possui bancadas em ambos os níveis, tendo alguns camarotes no piso superior. Tem lotação para 5.552 espectadores.

## Actualidade
Actualmente a Praça de Toiros, propriedade da Confraria de Nossa Senhora da Nazaré, recebe, durante os meses de Verão, diversas corridas de toiros a que assistem aficcionados e turistas. 
A Praça é também, por vezes, utilizada para a realização de outros eventos culturais.